# 井上四郎
井上 四郎（いのうえ しろう、1915年2月8日 - 2010年7月11日）は、昭和期の日本の銀行員。日本銀行理事、アジア開発銀行総裁（第2代）などを務めた。東京都出身。父は1932年に、血盟団事件で暗殺された元大蔵大臣の井上準之助、母は華族・吉敷毛利家の毛利重輔の娘・千代子。

## 経歴
1931年、東京府立一中を四修で修了し、府立高等学校 (旧制)、東京帝国大学卒業後、日本銀行に入行。日本銀行理事（外国局担当 1967年10月-1972年9月）に就任、ニクソンショックの渦中にあって、当時の柏木雄介大蔵省顧問らと同様、日本銀行を代表して日本市場閉鎖に反対の立場をとった。この間、閉鎖するまでの12日間で当時2200億円の為替差損を生じさせることとなったが、一方で、これは市中銀行が輸出奨励政策の一貫からこれまで巨額のドルを保持していたこと、また、日本の国際収支の“黒字隠し”のためにこの「ドルの保持」が利用されていたこともあって、国家が民間企業の巨額の差損を肩代わりすることで“救った”ものだと評されている 。
1972年、アジア開発銀行の創立以来、総裁を務めてきた渡辺武が体調不良になり、その後任の総裁に就任。
1974年よりアジア開発基金設置に尽力。1976年に、アジア開発銀行総裁職を退き、吉田太郎一（元財務官）にその職を譲った。
1987年、春の叙勲で勲一等瑞宝章を受章。
2010年7月11日、肺炎のため95歳で逝去。